# ピアース郡 (ジョージア州)

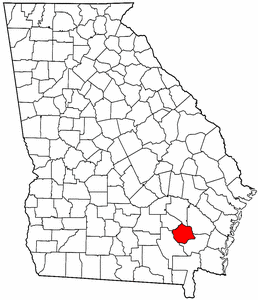

ピアース郡（Pierce County）は、アメリカ合衆国ジョージア州にある郡である。人口は1万9100人（2015年推計）。郡庁所在地はw:Blackshear, Georgiaである。

## 地理
アメリカ合衆国統計局によると、この郡は総面積891 km2 (344 mi2) である。このうち889 km2 (343 mi2) が陸地で2 km2 (1 mi2) が水地域である。総面積の0.19%が水地域となっている。

## 人口動勢
2000年現在の国勢調査で、この郡は人口15,636人、5,958世帯、及び4,438家族が暮らしている。人口密度は18/km2 (46/mi2) である。8/km2 (20/mi2) の平均的な密度に6,719軒の住宅が建っている。この郡の人種的な構成は白人86.90%、アフリカン・アメリカン10.91%、先住民0.26%、アジア0.18%、太平洋諸島系0.05%、その他の人種0.97%、及び混血0.73%である。ここの人口の2.28%はヒスパニックまたはラテン系である。
この郡内の住民は26.70%が18歳未満の未成年、18歳以上24歳以下が8.50%、25歳以上44歳以下が28.10%、45歳以上64歳以下が24.50%、及び65歳以上が12.20%にわたっている。中央値年齢は36歳である。女性100人ごとに対して男性は96.90人である。18歳以上の女性100人ごとに対して男性は92.40人である。
この郡内の世帯ごとの平均的な収入は29,895米ドルであり、家族ごとの平均的な収入は35,903米ドルである。男性は28,331米ドルに対して女性は19,771米ドルの平均的な収入がある。この郡の一人当たりの収入 (per capita income) は14,230米ドルである。人口の18.40%及び家族の14.40%は貧困線以下である。全人口のうち18歳未満の25.50%及び65歳以上の22.40%は貧困線以下の生活を送っている。

## 都市及び町
- Blackshear
- Offerman
- Patterson